# Good Karma
Good Karma (с англ. — «Хорошая карма») — десятый и последний студийный музыкальный альбом шведской поп-рок-группы Roxette, выпущенный 3 июня 2016 года. Альбом записан на английском языке и издан на лейбле Parlophone, дочерней компании Warner Music Group. В один и тот же день альбом вышел и в Европе, и в США.
Альбом был выпущен на CD, 12" LP (в двух вариантах: на чёрном и на полупрозрачном оранжевом виниле), а также был доступен для покупки в интернет-магазинах в цифровом виде и распространялся в формате потокового вещания.
В марте 2023 года Пер Гессле заявил, что планирует выпустить отдельный альбом с демоверсиями песен Good Karma. Такой альбом вышел в день 65-летия музыканта 12 января 2024 года.

## Об альбоме
Альбом был записан на студии Aerosol Grey Machine Studios в Сконе, Швеция. Его отличительной особенностью было присутствие основного вокала Мари Фредрикссон на всех песнях пластинки и ни одной песни в сольном исполнении Пера Гессле. Первый сингл с песней «It Just Happens» вышел 8 апреля 2016 года, хотя в цифровом магазине Deezer она появилась за неделю до выхода и была доступна для покупки и прослушивания. В Швеции это событие стало настолько значимым, что об утечке песни в интернет до её официального релиза написала одна из крупнейших газет страны Aftonbladet. В тот же день, как стало известно об утечке в Сеть первого сингла, в немецкой газете появилось интервью с Пером Гессле, в котором он рассказал о новом сингле и о дате выхода предстоящего альбома, записанного ещё в прошлом году.
В день выхода, 3 июня 2016 года, альбом оказался на 8 месте во всемирном рейтинге цифрового магазина iTunes, уступив Бейонсе, Адель, Radiohead, Coldplay и другим именитым исполнителям, однако занял первое место по скачиванию в Аргентине, Чили, Греции, Израиле, Намибии, Словакии и Украине, и второе место — в Белоруссии, Финляндии, Венгрии, Индонезии, Латвии, РФ, ЮАР, Испании и Швеции. Во вторую неделю альбом опустился на 10 строку.

### Обложка
Обложка альбома появилась через несколько дней после публикации обложки первого сингла Пером Гессле на своей официальной странице в Фейсбуке. Обе обложки выполнены в одинаковом стиле: бабочка в перспективе образует римскую цифру X, что символизирует десятый студийный альбом группы. Дизайнером выступил Пэр Викхольм, традиционно работающий с музыкантами Roxette с 2009 года.

## Список композиций
| №   | Название                          | Автор(ы)                                   | Длительность |
| --- | --------------------------------- | ------------------------------------------ | ------------ |
| 1.  | «Why Dontcha?»                    | Пер Гессле                                 | 2:45         |
| 2.  | «It Just Happens»                 | Гессле                                     | 3:46         |
| 3.  | «Good Karma»                      | Гессле, Андреас Бробергер, Ханнес Линдгрен | 3:19         |
| 4.  | «This One»                        | Гессле                                     | 3:11         |
| 5.  | «You Make It Sound so Simple»     | Гессле, Бробергер, Линдгрен                | 3:42         |
| 6.  | «From a Distance»                 | Гессле                                     | 3:30         |
| 7.  | «Some Other Summer»               | Гессле                                     | 3:08         |
| 8.  | «Why Don’t You Bring Me Flowers?» | Гессле                                     | 3:32         |
| 9.  | «You Can’t Do This to Me Anymore» | Гессле, Матс Перссон                       | 3:50         |
| 10. | «20 BPM»                          | Гессле, Бробергер, Линдгрен                | 3:48         |
| 11. | «April Clouds»                    | Гессле                                     | 3:30         |

### Описание песен
По словам Пера Гессле, первыми песнями, записанными для альбома, были «It Just Happens» и «Some Other Summer». Они задали общий настрой и темп альбома.
- Песню «Why Dontcha?» Пер написал, «сидя с гитарой перед телевизором, смотря фильм „Человек-муравей“ или что-то такое». А демоверсию он записал на свой смартфон[22].
- «It Just Happens» — первый сингл из альбома. На песню снят видеоклип. Продюсером видео стал известный шведский продюсер Микаэль Кросс. Он рассказал об этом в своём Твиттере, однако позднее запись была удалена, но сохранились скриншоты с 5 фотографиями с места съёмок клипа. Композиция описывается как «мощная баллада», преимущественно с вокалом Мари.
- Песня «Some Other Summer» была выпущена 25 сентября 2015 года в виде ремикса французского диджея Sebastien Drums[23], на неё был снят видеоклип на о. Ибица[24]. Песня была выпущена на двойном CD DJs — Die neuen Superstars компанией Warner (диск 1, трек 18). По заверению Гессле, на альбоме Good Karma записана другая песня, отличная от представленной версии французского диджея[25].
- «Why Don’t You Bring Me Flowers?» была изначально написана как быстрая песня, но Мари, услышав демоверсию, предложила исполнить её как балладу, которая в итоге и была записана в альбоме[22].
- В написании песни «You Can’t Do This to Me Anymore» принимал участие гитарист шведской группы Пера Gyllene Tider и его друг со времен средней школы, Матс Перссон.
- Песня «April Clouds» (в альбоме исполняет Мари Фредрикссон) де факто является кавером на композицию «Wish You The Best», которая впервые была опубликована в сольном альбоме Пера Гессле The World According to Gessle (1997). Однако, по сообщению самого Гессле в интервью TDR, именно «April Clouds» является оригинальной песней и была написана им до 1997 года, а его сольная версия «Wish You The Best» — результат переделки оригинального текста — была записана им позднее[22].

## The Good Karma Demos
В течение многих лет Пер Гессле традиционно делает подарок своим поклонникам на свой день рождения (12 января). Музыкант публикует (только в цифровом формате) сборники демоверсий песен для различных альбомов из своей собственной карьеры, Gyllene Tider или Roxette. Так, 12 января 2024 года был выпущен сборник с демоверсиями для настоящего альбома. Альбом доступен для покупки или потокового вещания. Список композиций:
1. Whydontcha (T&A Demo Sep 27, 2014)
2. It Just Happens (T&A Demo May 5, 2014)
3. Good Karma (T&A Demo Apr 3, 2015)
4. This One (T&A Demo Sep 21, 2014)
5. You Make it Sound So Simple (T&A Demo Jan 18, 2015)
6. From a Distance (T&A Demo Oct 22, 2014)
7. Some Other Summer (T&A Demo Jul 1, 2014)
8. Why Don’t You Bring Me Flowers? (T&A Demo Dec 15, 2015)
9. You Can’t Do This to Me Anymore (T&A Demo Jan 8, 2015)
10. 20 BPM (T&A Demo Sep 10 2015)
11. April Clouds (T&A Demo Aug 3, 2014)
12. Let Your Heart Dance with Me (feat. Anna Lönnberg-Volden) (T&A Demo Apr 19, 2015)
13. Piece of Cake (T&A Demo Jan 15, 2015)
14. Everybody’s Jumping (T&A Demo Sep 12, 2014)

Песня «April Clouds» фактически уже была выпущена в сольном альбоме Гессле The World According to Gessle (1997). Тем не менее, группа записала демоверсию в августе 2014 года для настоящего альбома.
В оригинальном альбоме записано 11 песен, тем не менее в альбоме демоверсий их 14, включая 3 дополнительные песни:
- «Let Your Heart Dance With Me»

Эта песня была выпущена в октябре 2020 года в качестве второго сингла из релиза «Bag of Trix» (2020) уже после кончины Мари Фредрикссон (в декабре 2019). Изначально предполагалось, что эта песня войдёт в альбом «Good Karma», но в итоге не попала на пластинку. После смерти Фредрикссон, Гессле решил закончить работу над композицией и выпустил её в качестве внеальбомного сингла.
Демоверсия этой песни записана дуэтом с хальмстадской певицей Анной Лённберг-Вульден (швед. Anna Lönnberg-Volden) в апреле 2015 года. Чуть больше, чем через год — в июле 2016 года они снова запишут ещё одну песню: En vacker dag (T&A Demo — Jul 20+21, 2016). Оригинал вышел на одноимённом сольном альбоме Гессле «En vacker dag» (2017).
- «Piece of Cake[англ.]»

Эта песня была написана Пером Гессле и Матсом МП Перссоном. Она была выпущена в качестве четвёртого сингла из релиза «Bag of Trix» (2020). На сегодняшний день (январь 2024) это последний официальный сингл Roxette. Как и «Let Your Heart Dance With Me» эта песня была изначально написана для «Good Karma», но не вошла в финальную версию альбома.
- «Everybody’s Jumping»

Изначальная версия песни «This One», записанной на этом же альбоме.

## Синглы

### It Just Happens
Традиционно для Roxette второй трек альбома становится первым синглом (ср. «Wish I Could Fly» из альбома Have a Nice Day). Он вышел 8 апреля 2016 года только в цифровом формате, доступным для покупки и скачивания в крупнейших цифровых магазинах. Видеоклип на песню был снят заранее, однако опубликован он был лишь через месяц после выхода сингла, 19 мая.

### Some Other Summer
Вышел как в цифровом, так и в формате CD. Помимо основной песни, на диске записаны ремиксы Alexander Brown, Patrick Jordan, Didrick и TRXD.

### Why Don’t You Bring Me Flowers?
Третий сингл из альбома вышел в формате CD-Single 4 ноября 2016 года.
Одновременно с объявлением о выходе сингла Пер Гессле в официальном фейсбуке Roxette попросил поклонников группы в течение одной недели снять 10-20-секундный ролик, в котором люди поют различные строчки из песни, и прислать его через специальную форму на официальном сайте Roxette. Предполагалось, что эти короткие видео поклонников группы лягут в основу сюжета видеоклипа на третий сингл из альбома Good Karma. В ответ на вопрос одного из подписчиков Пер ответил, что надеется сняться в клипе вместе с Мари Фредрикссон.
Список треков:
1. Why Don’t You Bring Me Flowers? (Addeboy Vs Cliff)
2. Why Don’t You Bring Me Flowers? (Patrick Jordan Remix)
3. Why Don’t You Bring Me Flowers?
4. From a Distance (SingSing Version)

## Участники записи
Roxette:
- Пер Гессле — вокал, гитара
- Мари Фредрикссон — вокал, бэк-вокал

Аккомпанирующий состав:
- Кристофер Лундквист — гитара, перкуссия, бэк-вокал
- Магнус Бёрьесон — бас-гитара, бэк-вокал
- Кларенс Эверман — клавишные
- Пеле Альсинг — ударные
- Хелена Юсефссон — бэк-вокал, перкуссия

## Отзывы критиков

### Сингл «It Just Happens»
- Критик шведской газеты Aftonbladet Маркус Ларссон оценил первый сингл из альбома «It Just Happens» на 3 из 5, что является положительной оценкой. Он назвал группу «удивительно сильной», а также заявил, что Roxette «лучше, чем любая другая группа, переживает свою осень». По его мнению, молодые слушатели вряд ли заинтересуются творчеством группы, услышав эту песню, но её старые поклонники оценят композицию сполна[29].
- Про первый сингл из альбома написал и постоянный обозреватель Expressen Андерс Нунстед. Известный не-любитель творчества Гессле, Нунстед также оценил песню положительно на 3 из 5. Он напомнил, что в 2016 году исполняется 30 лет с момента выхода первого сингла группы «Neverending Love», и заметил, что новый сингл совсем не похож на дебютную песню. По его мнению, Roxette записали сиквел песни «Paradise» группы Coldplay. Нунстед писал, что некоторые строки в тексте песни оставляют такое ощущение, как будто она «только на половину испеклась», но в то же время назвал песню «красивой и полной фантастики». Обозреватель выразил мнение, что «этот сингл в миллион раз более энергичный, чем последний сингл группы, рекламный „The Look“» (имеется в виду новая версия знаменитого сингла, записанная в 2015 году)[30].

### Альбом
- Швейцарская газета Berner Zeitung[англ.] отмечала, что открывающая альбом песня «Why Dontcha» — не особый хит. В то же время первый сингл «It just happens» — очень сильная баллада, вокал Мари отличный, Roxette в своей лучшей форме. Журналист Михаэль Гуртнер заметил, что Пер Гессле умеет писать запоминающиеся песни. Хорошие оценки получила композиция «Good Karma». По мнению журналиста, группа очень сильно старается звучать современно. «Псевдо-рэп» в песне «You Can’t Do This to Me Anymore» обозревателю не понравился[3].
- Немецкая газета Nordwest-Zeitung[нем.] перепечатала стандартный dpa (Deutsche Presse-Agentur, пресс-релиз для немецких СМИ). Газета писала о том, что группа возвращается к своим корням. Наивысшую похвалу получила композиция «April Clouds». Журналисты, однако, отметили, что в альбоме им не хватило таких сильных песен, как известные хиты Roxette «Sleeping in My Car» или «It Must Have Been Love»[9].
- Шведская газета Dagens Nyheter дала альбому отрицательный отзыв, оценив диск на 2 из 5. Обозреватель Нильс Ханссон назвал «Why Dontcha?» лучшей песней альбома и в то же время сказал, что в альбоме нет ничего нового, сравнивая песни с пластинки с хитами прошлых лет[4].
- Баварская газета Mittelbayerische Zeitung оценила альбом как «впечатляющий», особенно выделив песни «Why Dontcha?» и «From a Distance»[31].
- Маркус Ларссон, обозреватель крупнейшей шведской газеты Aftonbladet, отозвался об альбоме положительно. Закрывающую альбом песню «April Clouds» он назвал «прекрасным до свидания» в случае, если этот альбом окажется последней работой группы[1].